# 2608 Seneca
2608 Seneca (1978 DA) là một tiểu hành tinh Amor được phát hiện ngày 17 tháng 2 năm 1978 bởi H.-E. Schuster ở La Silla.